# Jiawu (sockenhuvudort i Kina, Qinghai Sheng, lat 35,49, long 102,05)
Jiawu (kinesiska: 加吾乡, 协知) är en sockenhuvudort i Kina. Den ligger i provinsen Qinghai, i den nordvästra delen av landet, omkring 130 kilometer söder om provinshuvudstaden Xining. Antalet invånare är 4 481. Befolkningen består av 2 234 kvinnor och 2 247 män. Barn under 15 år utgör 24,0 %, vuxna 15-64 år 66 %, och äldre över 65 år 8,0 %.
Runt Jiawu är det ganska glesbefolkat, med 25 invånare per kvadratkilometer. Närmaste större samhälle är Bao'an, 14,1 km norr om Jiawu. Trakten runt Jiawu består i huvudsak av gräsmarker.
Genomsnittlig årsnederbörd är 675 millimeter. Den regnigaste månaden är juli, med i genomsnitt 158 mm nederbörd, och den torraste är december, med 2 mm nederbörd.